# Il grande avventuriero
Il grande avventuriero (Black Jack) è un film del 1950 diretto da Julien Duvivier.